# Diego de Pantoja
Diego de Pantoja ou Diego Pantoja (chinês : 龐迪我, Pang Diwo; abril de 1571, Valdemoro, Espanha – 9 julho de 1618, Macau português, China ) foi um jesuíta espanhol e missionário na China que é mais conhecido por ter acompanhado Matteo Ricci em Pequim. Seu nome também aparece em algumas fontes como Didaco Pantoia.
Chegou à Macau portuguesa a 20 de Julho de 1597, onde recebeu as últimas instruções para o seu trabalho na China no Colégio de São Paulo (Macau). Ele foi então enviado para a capital do sul da dinastia Ming, Nanquim, onde permaneceu desde março de 1600. Ele trabalhou com Matteo Ricci, que mais tarde completou seu trabalho no Zhifang waiji, o primeiro atlas global da China. Juntos, eles deixaram Nanquim em 19 de maio de 1600 e chegaram à capital norte e geral da dinastia Ming, Pequim, em 24 de janeiro de 1601.
Ele trabalhou em Pequim por muitos anos, inclusive como músico, astrônomo (com correções de calendário) e como geógrafo (trabalhando com latitude).
A 18 de Março de 1617 foi julgado como inimigo dos astrónomos chineses e expulso da China, juntamente com o seu colega Sabatino de Ursis, e fixou-se em Macau, onde viveu o pouco tempo que lhe restava antes da sua morte.

## Literatura
- Ignacio Ramos Riera: Diego de Pantoja. Dalla Spagna alla Cina: La Civiltà Cattolica 4067/4 (2019), 484–492. ISSN 0009-8167
- L. Carrington Goodrich & Chao-Ying Fang (ed.): Dictionary of Ming Biography, 2 ed., New York/London: Columbia University Press 1976
- Gianni Criveller: Preaching Christ in Late Ming China: The Jesuits' Presentation of Christ from Matteo Ricci to Giulio Aleni, Taipei:Taipei Ricci Institute 1997 ISBN 2-910969-02-9
- Trigault, Nicolas S. J. "China in the Sixteenth Century: The Journals of Mathew Ricci: 1583-1610". English  translation by  Louis J. Gallagher, S.J. (New York: Random House, Inc. 1953). This is an English translation of the Latin work,  De Christiana expeditione apud Sinas based on Matteo Ricci's journals completed by Nicolas Trigault. Ricci and Pantoja's trip to Beijing is described on pp. 354–399.   There is also full Latin text available on Google Books.